# Neivamyrmex rosenbergi
Neivamyrmex rosenbergi es una especie de hormiga guerrera del género Neivamyrmex, subfamilia Dorylinae. 

## Distribución
Esta especie se encuentra en Costa Rica, Ecuador y Panamá.